# Остаричи
Остаричи (на немски: Ostarrîchi) първоначалоно се казва също Marcha orientalis, по-късно Marcha Austriae или Osterland, като Марка Австрия или Маркграфство Австрия (Mark Österreich или Markgrafschaft Österreich) от 19 век е наричан също като Източна марка (Остмарк), е част в Херцогство Бавария от 976 г. до независимостта през 1156 г. като Херцогство Австрия.
Остаричи (лат.: regione vulgari vocabulo Ostarrichi) е споменат за пръв път на 1 ноември 996 г. в документ за подаряване от римско-германския император Ото III на Готшалк от Хагенау от епископството Фрайзинг.
Остаричи е най-ранната форма на думата, от която произлиза по-късното име за Австрия (Österreich). През 10 век е регион („-rîchi”, rîhhi) от владенията на Бабенбергите.